# 英雄式血灑
英雄式血灑（英語：Heroic bloodshed）指一电影类型，源自香港电影，環繞着程式化的動作片段和手足情、榮譽及暴力等共同主題的動作片。其他普遍的題材還有主角的贖罪或解脱。“英雄式血灑”一詞由英國粉絲雜誌編輯里克·貝克（Rick Baker）在1980年代後期鑄造，特指導演吴宇森和林嶺東的風格。
在英雄式血灑電影裏，感傷的情節與芭蕾舞般的暴力交織。影片裏的動作是有韵律性和雜技性的，而故事一般與刺客或其他合約殺手有關。導演吴宇森和周潤發和張國榮等演員使得這類型電影流行。

## 美國市場
吴宇森進軍美國市場後製作了幾部英雄式血灑電影。他首先拍攝了《變臉》，一部由尼古拉斯·基治和尊·特拉華特主演，評論好壞參半的影片。吴也導演了《職業特工隊2》，是布賴恩·德帕爾馬導演的《職業特工隊》的續集。很多人批評吴的美國電影製作差劣，這可能是由于對吴的導演和動作編排所作出的限制的影響。

## 英雄式血灑影片

### 香港
- 英雄本色 （1986）
- 英雄本色II （1987）
- 龍虎風雲 （1987）
- 喋血雙雄 （1989）
- 喋血街头 （1990）
- 辣手神探 （1992）
- 和平飯店 （1995）
- 鎗火 （1999）
- 全職殺手 （2001）
- 無間道 （2002）
- 無間道II （2003）
- 無間道III：終極無間 （2003）
- PTU （2003）
- 三岔口 （2005）
- 猛龙 （2005）
- 放·逐 （2006）
- 男兒本色 （2007）
- 証人 （2008）
- 復仇 （2009，法港合作）
- 毒戰 （2012，中港合作）
- 大上海 （2012）
- 寒戰  （2012）
- 風暴  （2013）
- 迷城  （2015）
- 三人行（2016）
- 追捕  （2017）

### 日本
- 人中之龍 劇場版 （2007）

### 美國
- 鐵十字勳章 （1977）
- 終極標靶 （1993）
- 替身殺手 （1998）
- 奪面雙雄 （1997）
- 職業特工隊2 （2000）

## 細節
- 這些電影裏的主角多是懐好意的罪犯，通常是三合會成員、職業刺客或有嚴格道德標準的匪徒。這有時導致他倆背叛雇主和拯救受害人；又或是有良知的、不腐敗的、無情的警察或警方卧底。
- 手枪和衝鋒枪經常被英雄使用，因爲它們没有累贅，令使用者行動更迅速。它們常被一手一支地使用。
- “Mook”是小人物，多數是壞人，很容易便送命。他們的槍法差勁，存在衹爲增加英雄的擊殺數目。Mook使用品種最多樣化的武器，由刀子、步枪到火箭炮以至摩托車。
- 刺客有時在謀殺後留下標志（“名片”），例如花、彈殻、摺紙、相片、紙牌等。
- 這些電影裏的英雄身手極爲敏捷，能于拼搏時作出多種横翻筋斗、飛檐走壁、打滚、俯衝、滑降、凌空翻筋斗和下跌，令他們駁火中有如同芭蕾舞般的優美動作。
- 鴿子慣例出現在吴宇森的電影裏，象徵着靈魂的純潔。它們在《喋血雙雄》、《辣手神探》、《終極標靶》、《奪面雙雄》和《不可能的任務2》中尤爲明顯。
- 一些史詩式的現代戰爭片（以二戰和冷戰為背景），在槍林彈雨中，大部分正派軍人角色會短時間內壯烈犧牲，而有些就會與繼續與壞人戰鬥中戰勝敵軍後死亡，所以能夠在生的正派軍人角色會減少。
- 邪惡幫派的老大常被描述爲幾近刀槍不入，直到他們殺死主角的一刻，然後某個其他角色便會介入，給予老大應有的懲罰。
- 主要的壞人在最後决鬥時常常穿着白色衣服，以突出從子彈傷口流出的血。
- 一般而言，英雄式血灑電影的主角在最後要么死亡、被警察逮捕或是嚴重殘疾，以悲觀或悲劇收場。

## 外部連結
- 英雄式血灑的藝術（英文）